# Wahlenbergia fistulosa
Wahlenbergia fistulosa är en klockväxtart som beskrevs av Wilhelm Georg Baptist Alexander von Brehmer. Wahlenbergia fistulosa ingår i släktet Wahlenbergia och familjen klockväxter.
Artens utbredningsområde är KwaZulu-Natal. Inga underarter finns listade i Catalogue of Life.